# Musée Quentovic d'Étaples
Le musée Quentovic est un musée de France situé à Étaples dans le Pas-de-Calais.
Ce musée est actuellement fermé pour des raisons de vétusté du bâtiment. 

## Localisation
Le musée est situé 8 place du Général-de-Gaulle, dans deux anciens hôtels particuliers du XVIIe siècle. Les clés de maçonnerie (les « ancres ») indiquent en façade des bâtiments les initiales des propriétaires des édifices.
Le premier hôtel est construit par Oudart Ohier (1615-1676), sieur de la Mothe, mayeur d’Étaples, receveur général de l’abbaye de Longvilliers et le deuxième était celui de Charles-Dauphin d’Halinghen (1702-1770), avocat, lieutenant-général, président de la sénéchaussée du Boulonnais, qui a été anobli en 1761.
Le musée fait partie du réseau des musées du pays du Montreuillois appelé patrimoine et musées en pays du montreuillois (2P2M) et qui regroupe les musées des villes d'Étaples, du Touquet-Paris-Plage, de Montreuil et de Berck.

## Historique
Ce musée, d'abord associatif puis géré par un syndicat mixte et aujourd'hui musée municipal et musée de France, présente l'histoire d'Étaples et de ses environs sur une période de 540 millions d'années.

## Collections

### Organisation du musée
Le musée comporte cinq salles :
- une consacrée à la géologie ;
- une consacrée à la préhistoire (paléolithique, néolithique, âge des métaux) ;
- une consacrée à l'Antiquité ;
- une consacrée à l’histoire de la navigation de l'Antiquité au Moyen Âge ;
- une consacrée au camp britannique d'Étaples pendant la Première Guerre mondiale.

### Peintures
Le musée, par l'intermédiaire de la commune, est propriétaire de nombreuses toiles de l'école des peintres d'Étaples comme celles de William Lee Hankey, Iso Rae, Eugène Chigot, Edith Mary Garner, Henri Le Sidaner, …

## Musée de la commune
La commune dispose de deux autres musées, le Musée de la marine et Maréis.